# Тиуновская
Тиуновская — деревня в Тарногском районе Вологодской области.

## Подчинение
Входит в состав Тарногского сельского поселения (с 1 января 2006 года по 8 апреля 2009 года входила в Шебеньгское сельское поселение), с точки зрения административно-территориального деления — в Шебеньгский сельсовет.

## География
Расположена в южной части поселения, между реками Петряевская Улошка и Боровая Улошка на высоте 155 метров над уровнем моря.
Расстояние до районного центра Тарногского Городка по автодороге — 15 км.
Ближайшие населённые пункты — Подволочная, Кокориха, Мальчевская.

## История и этимология
Впервые упоминается в одной из купчих грамот под 1596 годом: 

«Се яз И. А. Новоселов, родом кичменжанин, с детьми... продали Архангельскому монастырю деревню свою Тиунцово в Сухонском стану... в Заборской полусохе и с двором и с огуменником, и с овином»— АВУАМ, I, 115
Ойконим Тиунцово (позже Тиуновская) происходит от древнерусского имени-прозвища Тиун (Тиунец), которое в XI – XIV веках использовалось как слово, со значением: управляющий, казначей князя, должностное лицо. А непосредственно само слово «тиун» было заимствовано из скандинавских языков.
В текстах XVII века и середины XIX века встречается под двумя названиями: д. Пожарище и Тиуновская:

«...д. Тиуновская (Пожарище дальнее) при рчк. Уломке, 2 двора»— СНМРИ, 338
Следовательно, основываясь на названии «Пожарище» можно предположить, что деревня возникла вблизи сожженного участка леса или же прямо на нём.

## Население
По переписи 2002 года население — 65 человек (29 мужчин, 36 женщин). Преобладающая национальность — русские (97 %).
В конце 1980-х годов население деревни составляло, примерно, 120 человек.

## Достопримечательности
К востоку от деревни (в полукилометре от реки Коржа) расположено Тиуновское святилище — археологический памятник, представляющий собой валун с многочисленными высеченными петроглифами, который предположительно являлся культовым местом для местного субэтноса — кокшар.